# Stadt der Diebe
Stadt der Diebe (Originaltitel: City of Thieves) ist der zweite Roman des US-amerikanischen Drehbuchautors und Schriftstellers David Benioff. Er erschien 2008, wurde in 27 Sprachen übersetzt und ist ein internationaler Bestseller.

## Inhalt
Der Roman spielt im Januar 1942, während der Leningrader Blockade im Zweiten Weltkrieg in Leningrad, das seit Monaten von der deutschen Wehrmacht eingekesselt ist und belagert wird. Die Geschichte wird aus der Sicht des jungen Lew erzählt, der zusammen mit Gleichaltrigen als Brandwache in ihrem Wohnhaus dient. Durch die Belagerung herrschen Hunger und Mangel an allem in der Millionenstadt, und als sie einen toten deutschen Piloten an seinem Fallschirm vom Himmel fallen sehen, missachten sie die Ausgangssperre und plündern den Leichnam aus. Lew steckt dabei den Dolch des Soldaten ein und sie lassen seinen Flachmann mit Schnaps herumgehen. Dadurch unachtsam, werden sie von einer Patrouille sowjetischer Soldaten entdeckt, die den Befehl hat, Plünderer und alle, die gegen die Ausgangssperre verstoßen, zu verhaften. Während die anderen knapp entkommen können, wird Lew erwischt und ins Gefängnis gebracht. Wie zu dieser Zeit und im Belagerungszustand üblich, droht ihm standrechtlich die Todesstrafe.
In der Zelle lernt er den zwei Jahre älteren Rotarmisten Kolja kennen, der keine Angst vor der sicher geglaubten Exekution als Deserteur zu haben scheint und ihm ein Stück Wurst schenkt. Kolja zeigt sich als gebildeter und literaturliebender junger Mann, der an der Dissertation über den großartigen Roman Der Hofhund von Uschakow arbeitet, aus dem er ganze Passagen auswendig zitieren kann. Er errät schnell, dass Lew Jude ist, nämlich einen jüdischen Vater hat. Als man sie am nächsten Morgen aus der Zelle holt, werden sie nicht wie erwartet erschossen, sondern dem militärischen Stadtkommandanten vorgeführt. Dessen gut genährte Tochter, der sie beim Schlittschuhlaufen auf der Newa zusehen dürfen, möchte in wenigen Tagen heiraten. Für die Hochzeitstorte benötigt der Oberst – in der ausgehungerten Stadt – noch dringend 12 Eier. Sollten die beiden innerhalb einer Woche das Dutzend Eier besorgen können, werden sie begnadigt. Er erteilt ihnen einen Passierschein.
Zusammen besuchen sie den größten Schwarzmarkt in der Hoffnung, dort Bauern aus umliegenden Kolchosen zu finden, die Eier anbieten. Ein riesenhafter Mann lockt sie mit der Aussicht auf Eier in seine Wohnung, stellt sich aber als Kannibale heraus, der sie „schlachten“ will. Nur mit Glück können sie entkommen. Ein Gerücht bringt sie zu einem anderen Haus, auf dessen Dachboden ein alter Mann Hühner halten soll. Auch dort haben sie keinen Erfolg: Der alte Mann ist schon seit Tagen tot und der Junge, der ihm geholfen hat, auf die Hühner aufzupassen, ist nur noch Stunden vom Hungertod entfernt. Immerhin können sie das letzte Tier mitnehmen, das sich aber als Hahn entpuppt. Bei Freunden von Kolja verbringen sie die Nacht. Der Vogel kommt in die Suppe. Kolja erweist sich als Frauenheld, der Lew ungefragt Tipps und Ratschläge in Sachen Frauen gibt. Kolja erzählt auch, dass er schon seit mehr als einer Woche nicht mehr „scheißen“ konnte. Kolja entlockt Lew, dass er der Sohn eines Dichters ist, der wegen seiner Schriften verhaftet wurde und seitdem verschwunden ist.
Am nächsten Tag verlassen sie Leningrad und wollen sich durch die Frontlinien zu einer Kolchose durchschlagen, die außerhalb der Stadt liegt. Zuvor erhalten sie von einem Offizier noch etwas Brot. Auf der Wanderung erleben sie, wie auf beiden Seiten ohne Gnade gekämpft wird. Einem getöteten Kameraden nimmt Kola die Pistole ab. Nachdem es längst dunkel ist, kommen sie zu einer Hütte, die offensichtlich bewohnt ist. Dort treffen sie auf vier junge Mädchen, die von den Deutschen zur Prostitution gezwungen werden, die sie mit Nahrung und Schutz vergelten. Auch hier finden Lew und Kolja keine Eier. Sie erfahren, dass die Deutschen jede Nacht zu viert oder fünft in die Hütte kommen. Die Mädchen erzählen davon, wie Sturmbannführer Abendroth, ein passionierter Schachspieler, der 15-jährigen Soja, die davongelaufen war, vor ihren Augen eigenhändig die Füße abgesägt hat, so dass sie verblutete. Kolja plant, die Deutschen zu erschießen, weiß aber, dass es sehr unwahrscheinlich ist, das zu überleben.
Als die Deutschen eintreffen, werden sie von Partisanen aus dem Hinterhalt angegriffen und erschossen. Die Gruppe, zu der auch die als Mann verkleidete Scharfschützin Vika gehört, ist auf der Suche nach Abendroth, der in der Umgebung die Einsatzgruppen der deutschen Invasoren befehligt. Vika hat die Deutschen vor der Hütte aus knapp 400 Metern Distanz mit ihrem erbeuteten deutschen Scharfschützengewehr K 98 erwischt. Von Vika, die ihn sofort erotisch fasziniert, erfährt Lew, dass die Deutschen für jeden von Partisanen getöteten deutschen Soldaten 30 russische Zivilisten exekutieren. Lew und Kolja schließen sich den Partisanen an und verbringen die nächste Nacht in deren Versteck. Kola vermutet, dass Vika eine Agentin des NKWD ist.
Der Unterschlupf der Partisanen wird am nächsten Tag von den deutschen Truppen angegriffen. Lew, Kolja, Vika und der Partisan Markow können entkommen. Sie stoßen auf eine Kompanie deutscher Soldaten, die mehrere Gefangene mit sich führt. Vika hofft, dass die Kolonne sie zu Abendroth führt, und so schmuggeln sie sich unter die Gefangenen. Lew hat noch immer den Dolch des toten deutschen Piloten bei sich, Vica hat ebenfalls ein Messer und wie Kolja eine Pistole. Ein Mitgefangener erkennt Markow als Partisanen und verrät ihn an die Deutschen, die ihn sofort erschießen. Am Zielort werden die Gefangenen drauf getestet, ob sie lesen können. Den Lesekundigen wird eine Bürotätigkeit mit täglich drei Mahlzeiten versprochen. Vika warnt Lew rechtzeitig, so zu tun, als ob er nicht lesen könne. Lew und auch Kolja folgen ihrem Rat. Gleich darauf werden alle Lesekundigen erschossen.
Als der vierte Morgen anbricht, liegt der Mann, der Vikas Kameraden verraten hat, mit aufgeschlitzter Kehle in der Baracke, in der die Gefangenen über Nacht eingesperrt waren. Auf dem Marsch stellt sich heraus, dass Abendroth in der Nähe ist. Kolja, der Deutsch spricht, lässt die Deutschen wissen, dass Lew ein talentierter Schachspieler sei, der Abendroth auch ohne Dame schlagen könne. Kolja schlägt ein Spiel um Vikas, Lews und Koljas Freiheit sowie um ein Dutzend Eier vor.
Da Abendroth einen ebenbürtigen Spieler sucht, lässt er die drei zu sich kommen. Sie vergraben zuvor ihre Pistolen und verstecken ihre Messer unter der Kleidung. Bei der Durchsuchung werden sie nicht entdeckt. Abendrot errät sofort, dass Lew Jude ist, und erkennt in Vika auch ein Mädchen. Dass sie natürlich sehr wohl lesen können, durchschaut er ebenfalls.
Zu einem Handel ist er nicht bereit. Lediglich die Eier und Vikas Leben verspricht er ihnen. Die Partie beginnt, während Kolja und Vika am anderen Ende des Tisches zusehen, von Gebirgsjägern bewacht. Lew erkennt, dass nur er selbst nahe genug bei Abendroth sitzt, um ihn zu erstechen, bringt aber nicht den Mut auf. Die Partie neigt sich dem Ende zu, und Lew gewinnt. Als er erkennt, dass Vika nun versuchen wird, Abendroth anzugreifen, wagt er den Angriff aus Angst um ihr Leben selbst, während Vika und Kolja die Wachen attackieren. Mit Glück kann er Vika vor Abendroths Schuss retten und ihn erstechen. Er büßt dabei einen halben Zeigefinger ein. Kolja, Lew und Vika fliehen mit dem Dutzend Eiern und zwei MPs aus Abendroths Büro und entkommen den Verfolgern.
Vika zeigt ihnen den Weg nach Leningrad, will aber nicht mitkommen, sondern sich einer anderen Partisanengruppe in der Nähe anzuschließen. Kolja und Lew wandern weiter nach Leningrad. Kolja hat inzwischen erzählt, dass er nicht desertieren wollte, aber in der Silvesternacht unbedingt eine Frau brauchte und vom Besuch einer Prostituierten nicht rechtzeitig zurückgekehrt ist. Lew errät auch, dass es Kolja selbst es ist, der den Roman Der Hofhund schreibt. Unterwegs kann Kolja endlich wieder seinen Darm entleeren.
Übermütig und erleichtert kommen sie dem sowjetischen Verteidigungsring zu nahe und werden aufgrund ihrer erbeuteten deutschen Waffen beschossen. Kolja trägt eine Schusswunde am Gesäß davon und verblutet auf der Fahrt ins Lazarett.
Lew übergibt dem Oberst die Eier, der sie zu weiteren drei Dutzend Eiern und den übrigen Kisten voll Delikatessen legen lässt. Der Oberst ermahnt ihn zur Verschwiegenheit, schenkt ihm das Leben und zwei Lebensmittelkarten für Offiziere.
Lew dient später als Journalist in der sowjetischen Armee und überlebt den Krieg. Bald nach Kriegsende steht eine hübsche, rotlockige Frau vor seiner Wohnungstür. Vika hat ihn wie versprochen gefunden.

## Kritiken
Der Roman wurde von Kritikern überwiegend positiv, teils begeistert rezensiert. Der Schreibstils Benioffs wurde allgemein als fesselnd beschrieben.